# Calle de Menéndez Pelayo (Valladolid)
La calle de Menéndez Pelayo es una vía urbana de la ciudad de Valladolid, España.

## Descripción
Aparece descrita en Las calles de Valladolid de Juan Agapito y Revilla de la siguiente manera:

Al extinguirse las órdenes religiosas por el Real decreto de 19 de febrero de 1836 se dio otro en 8 de marzo, por el cual el Estado se incautaba de los bienes de aquellas. Por tal motivo, el monasterio de San Francisco, a los pocos años, fue demolido en su totalidad, y en su solar se abrió la calle de la Constitución y, normal a ella, en su punto medio y hacia la calle de Montero Calvo, se abrió otra por Don Pedro de Ochotorena, que se dijo era «crucero de la de Caldereros a la de la Constitución», que por acuerdo del Ayuntamiento de 27 de abril de 1855, se la tituló «calle de Mendizábal», en recuerdo del político y ministro de Hacienda Don Juan Álvarez Mendizábal, que fue el que llevó a cabo la incautación de los bienes de los religiosos.

En los múltiples planes parciales que el Ayuntamiento proyectó, fue uno de ellos la prolongación de la «calle de Mendizábal» hasta la de Miguel Íscar, faltando abrir dos tramos para completar la vía, que no ha resuelto más problema urbano que el de subdividir manzanas de casas, ser una travesía, «un crucero», de escasa circulación y por lo mismo muy tranquila para vivir.

También mereció esta calle que se le variase el nombre por el de «calle de Menéndez Pelayo», por la Comisión gestora de 28 de abril de 1937, y no hay para qué recordar aquí nada del polígrafo Don Marcelino Menéndez y Pelayo, gloria de la Patria, sino que fue alumno en nuestra Universidad unos años. Sus múltiples trabajos de historia, literarios y de crítica, le hicieron conocidísimo entre los hombres de letras y le dieron categoría de verdadero sabio e historiador documentadísimo, que bien demostró con la Historia de los Heterodoxos Españoles y en la Historia de las Ideas Estéticas en España. Había nacido en Santander el 3 de noviembre de 1856 y falleció en la misma ciudad el 19 de mayo de 1912.